# Manickapuram
Manickapuram es una ciudad censal situada en el distrito de Tirupur en el estado de Tamil Nadu (India). Su población es de 6215 habitantes (2011). Se encuentra a 8 km de Tirupur y a 54 km de Coimbatore.

## Demografía
Según el censo de 2011 la población de Manickapuram era de 6215 habitantes, de los cuales 3150 eran hombres y 3065 eran mujeres. Manickapuram tiene una tasa media de alfabetización del 78,03%, inferior a la media estatal del 80,09%: la alfabetización masculina es del 84,85%, y la alfabetización femenina del 71,09%.